# Banco Sofisa
O Banco Sofisa é um banco brasileiro com sede na cidade de São Paulo. A instituição atua no mercado de ativos com operações de crédito para atendimento de pequenas e médias empresas e conta corrente, empréstimos e investimentos em renda fixa para pessoas físicas através da plataforma digital "Sofisa Direto".

## História

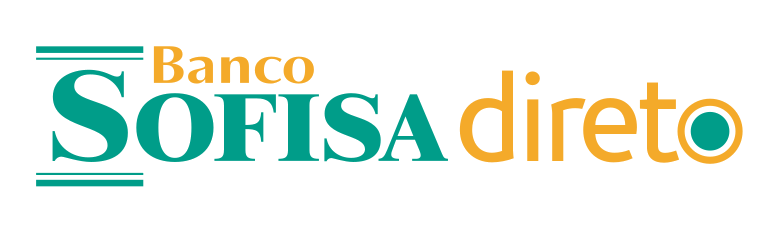
Logomarca do plataforma digital Sofisa Direto

Fundado em 1961 como uma financeira especializada em varejo, foi comprada em 1981 pelo empresário Varujan Burmaian e em 1990 foi transformada em um banco especializado no atendimento de pequenas e médias empresas, passando a ser denominado Banco Sofisa S.A.
Em 03 de junho de 2011, o Banco Sofisa lança a plataforma "Direto", denominado como o primeiro banco digital do Brasil. A plataforma tinha o objetivo de facilitar o investimento em Certificado de Depósito Bancário da instituição por parte de pequenos investidores.